# Punakha (district)
Punakha (alternatieve spelling Punaka ) is een van de dzongkhag (districten) van Bhutan. De hoofdstad van het district is Punakha. In 2005 telde het district 17.715 inwoners.

Punakha (district)
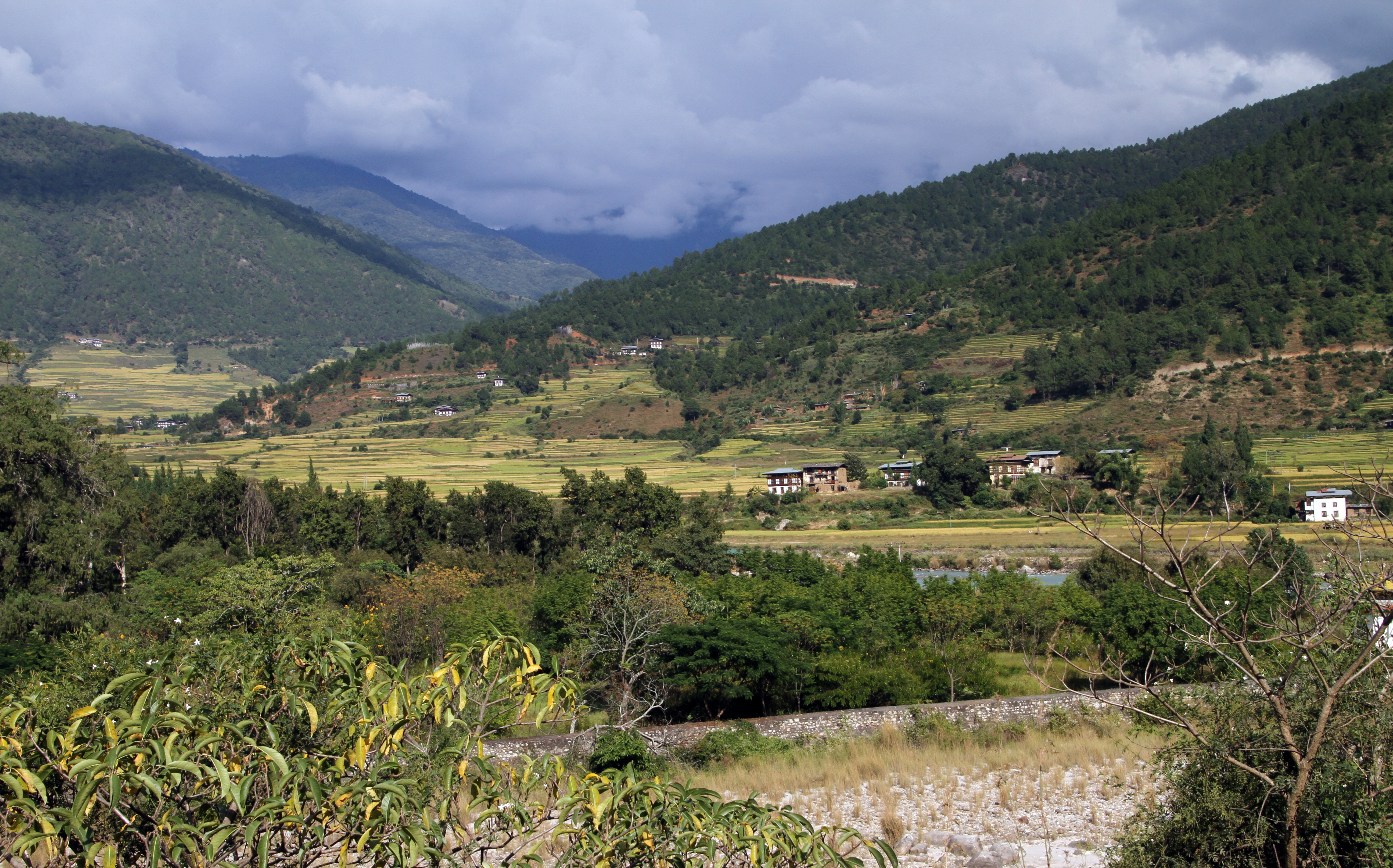
Punakha district
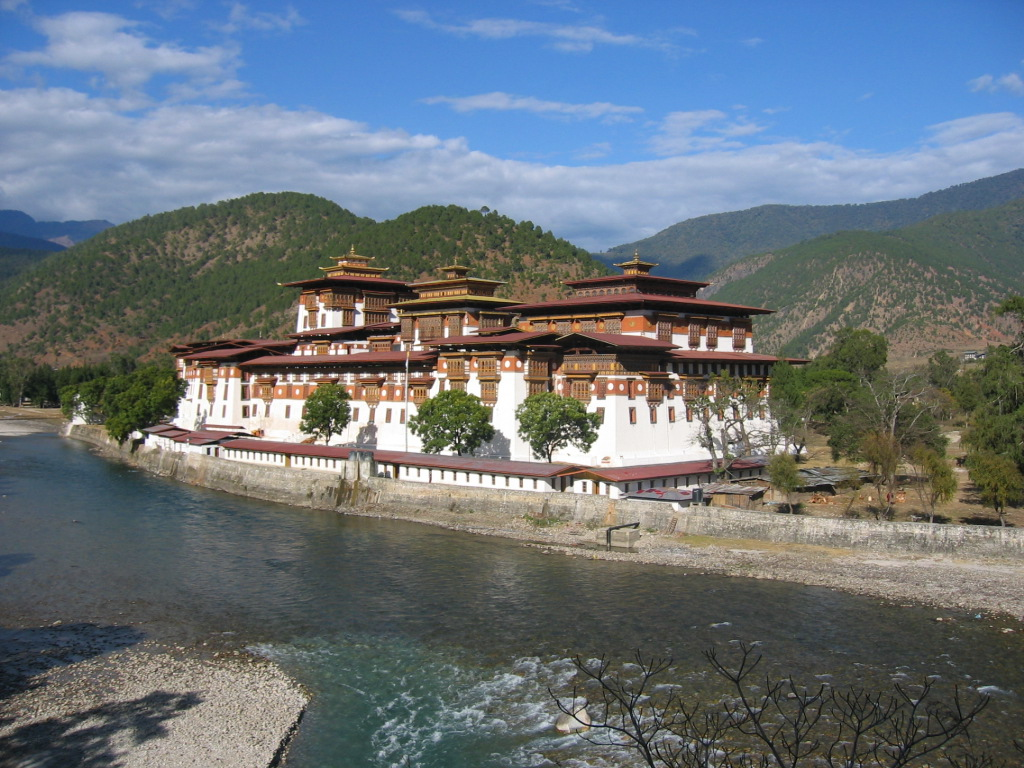
Dzong
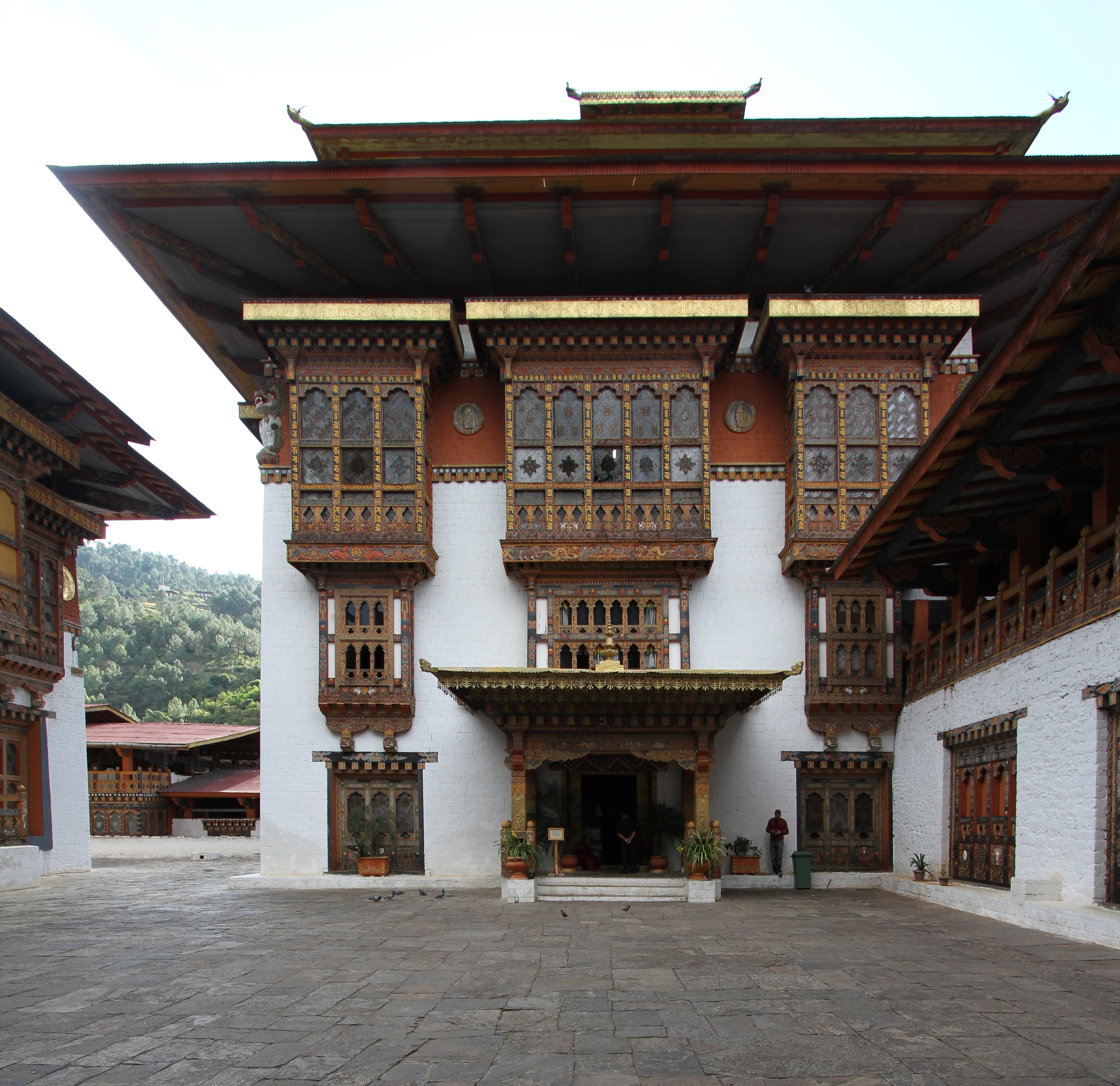
Dzong
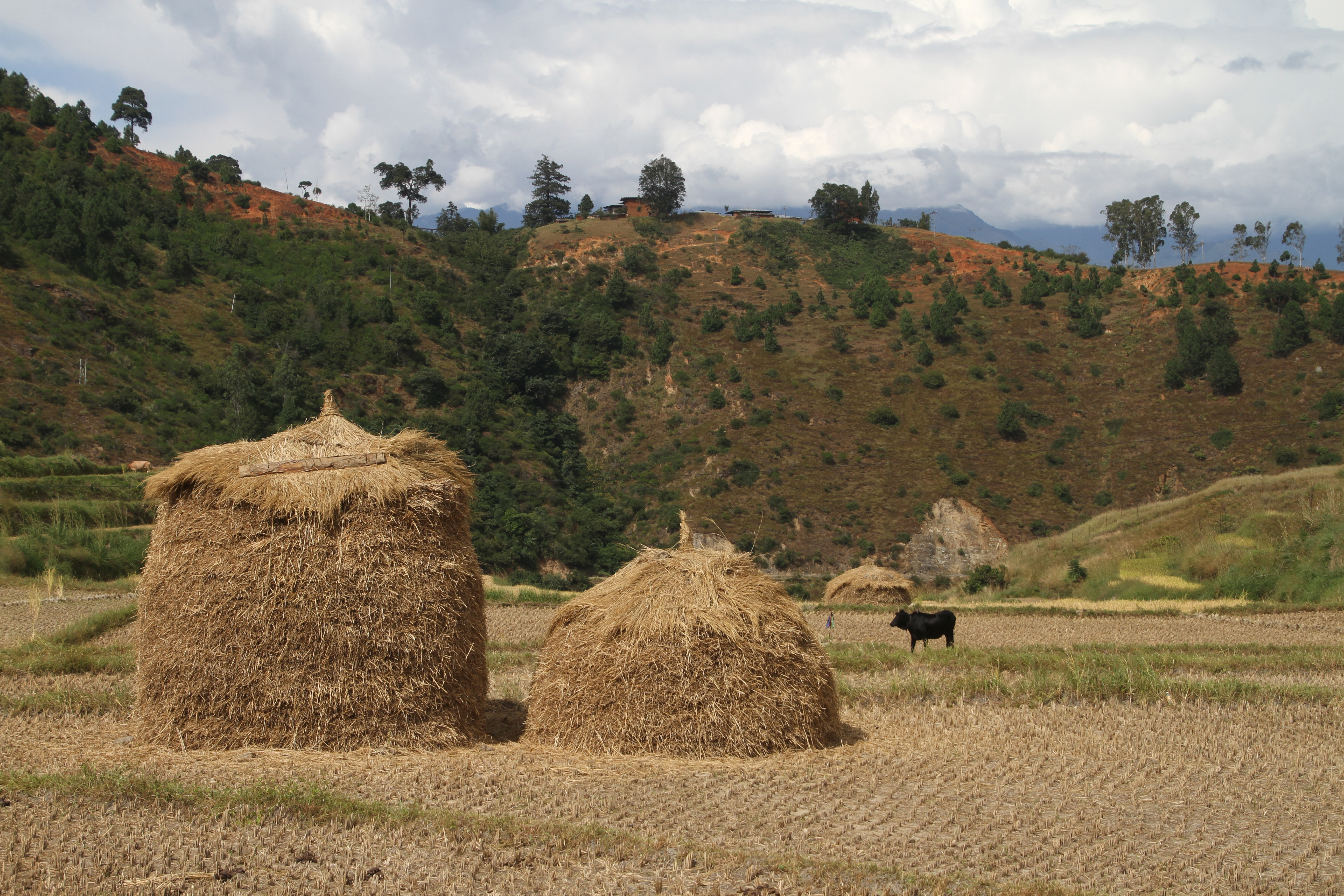
Lobesa
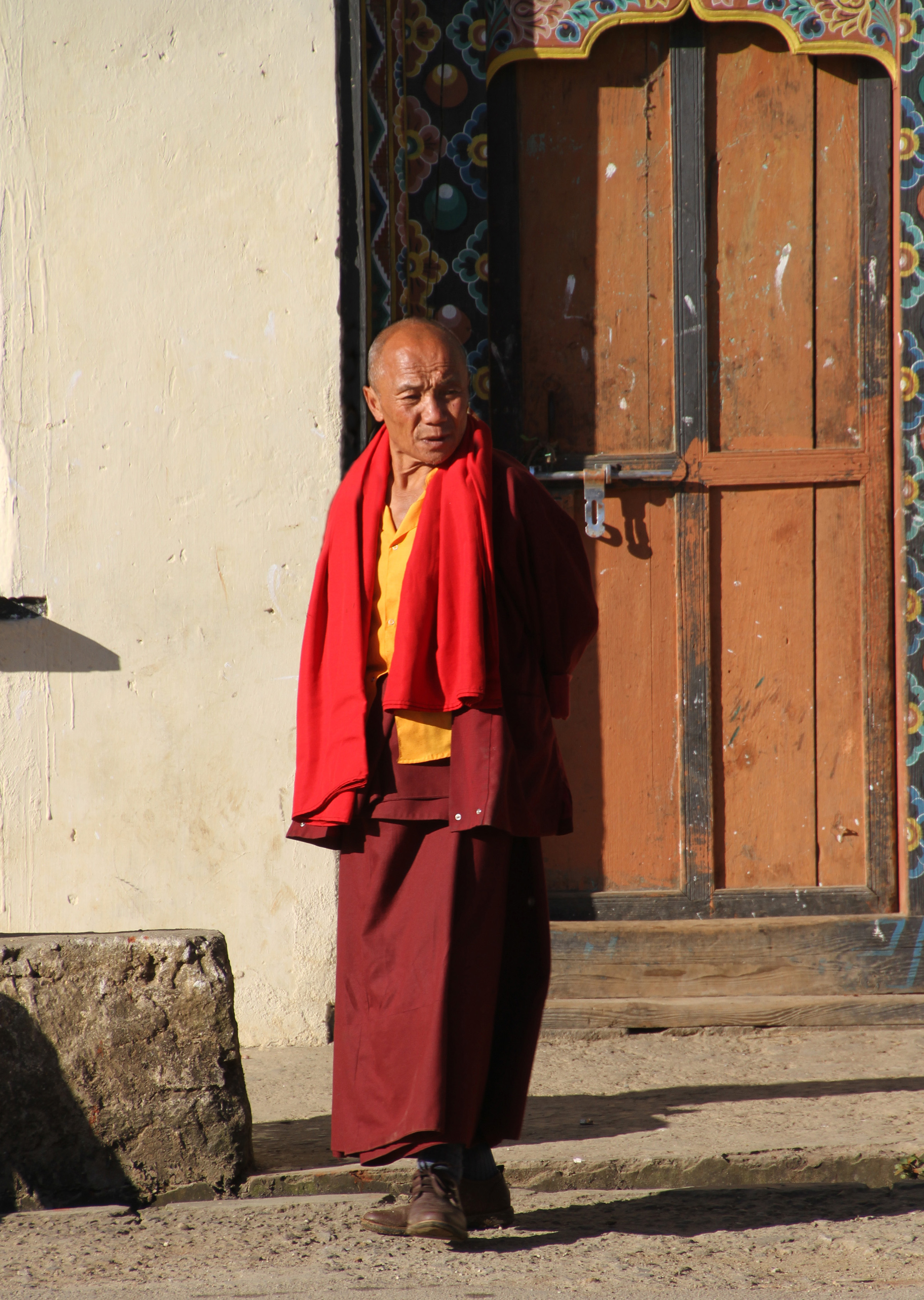
Lobesa
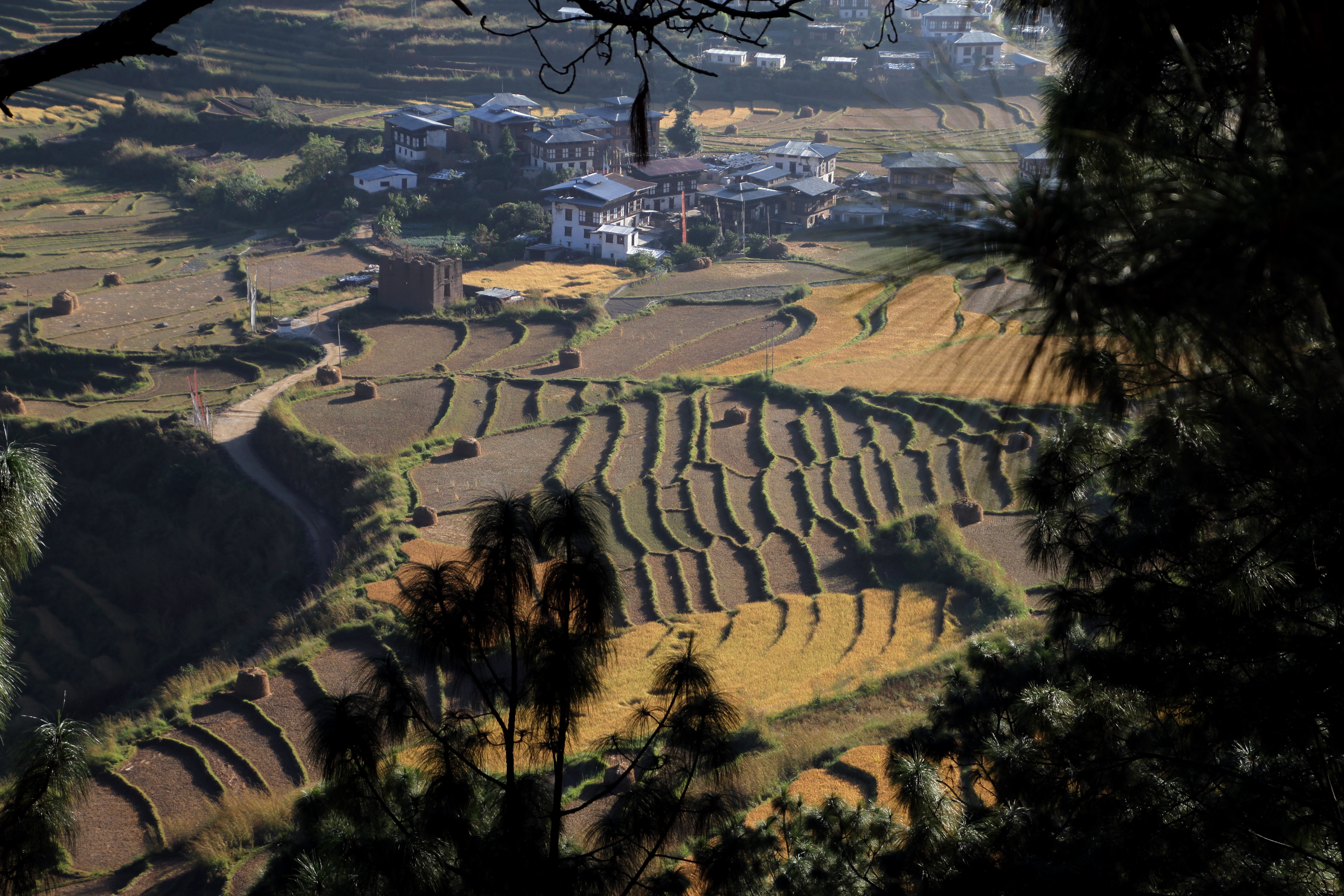
Yowakha
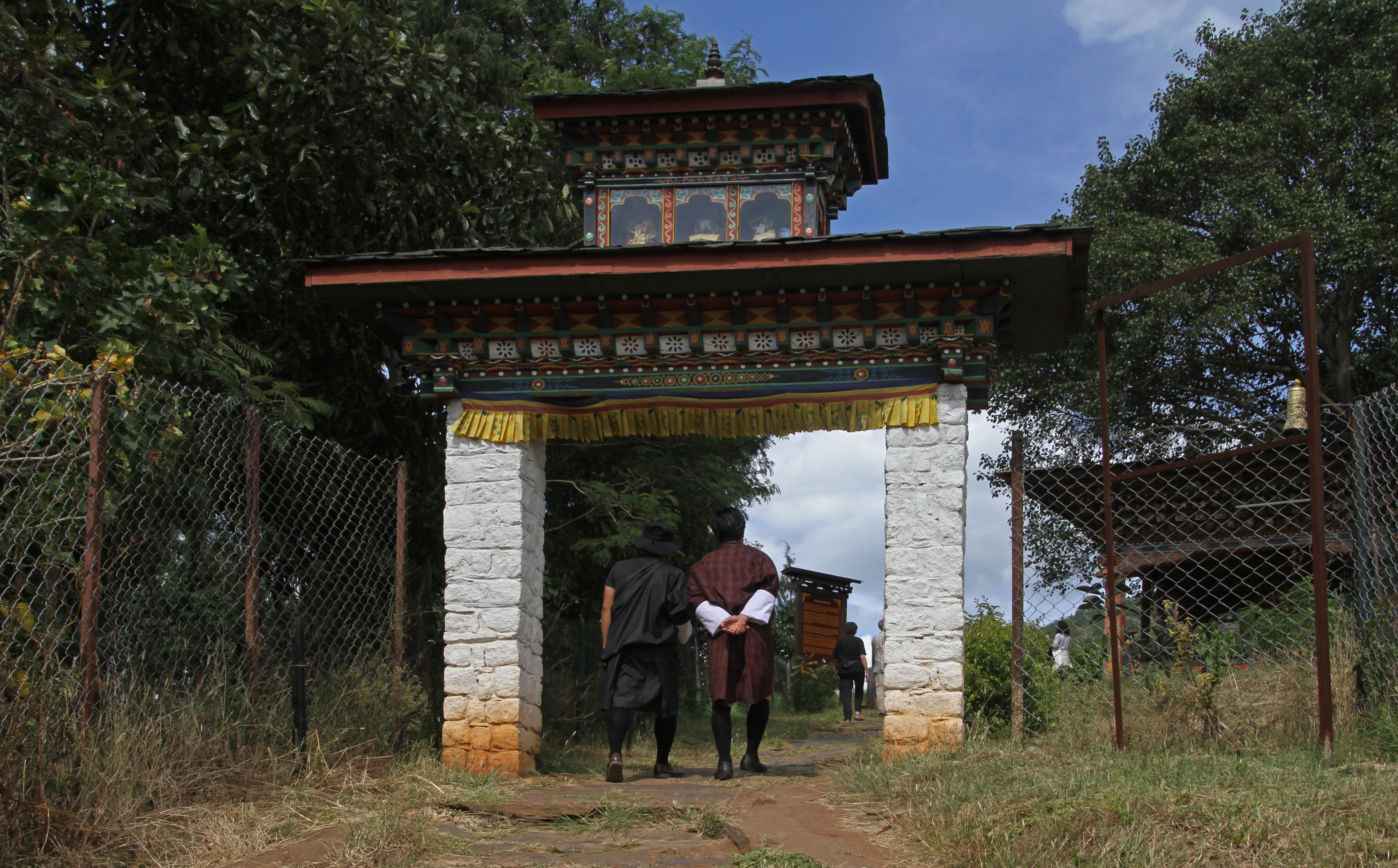
Chime Lhakhang

Bumthang · Chukha · Dagana · Gasa · Haa · Lhuntse · Mongar · Paro · Pemagatshel · Punakha · Samdrup Jongkhar · Samtse · Sarpang · Thimphu · Trashigang · Trashiyangste · Trongsa · Tsirang · Wangdue Phodrang · Zhemgang